# Mika Kobayashi
Mika Kobayashi (小林未郁, Kobayashi Mika)  est une chanteuse et autrice-compositrice japonaise. Elle est notamment connue pour être la voix des chansons d'anime tels que L'attaque des Titans, Kill la Kill, Blue Exorcist, Seraph of the End et Mobile Suit Gundam Unicorn. Elle a également chanté dans des musiques de jeux vidéo comme celles de Final Fantasy XI et Xenoblade Chronicles X., Elle écrit et chante aussi ses propres compositions.

## Biographie
Kobayashi est né le 31 mai 1978 à Hiroshima.
Après avoir créé un groupe pendant ces années de lycée, elle part à 18 ans pour Tokyo où elle remporte un concours et commence à créer son style musical. Elle travaille sur des spectacles mêlant musique et théâtre, en collaboration avec d'autres artistes.
A partir de 2010, le compositeur Hiroyuki Sawano la sollicite à plusieurs reprises pour assurer le chant de ses compositions musicales pour des animes.
A la même période, elle commence à se produire régulièrement à l'étranger, notamment lors de convention autour des anime ou de la culture japonaise : en Asie (Malaisie, Thaïlande en 2019), en Amérique du Sud (convention Anime Friends au Brésil en 2019) et en Europe (Japan Expo à Paris régulièrement depuis 2018).
Elle collabore également avec la troupe d'artistes samourais Kengishu KAMUI, en accompagnant leurs spectacles au chant et au piano, lors de performances au Japon ou dans des conventions à l'étranger (en 2019 à la Japan expo).,
En 2016, elle crée son propre label, Miccabose .
Dans un entretien avec la magazine Animeland en 2022, elle dit vouloir retranscrire les émotions des femmes japonaises dans les textes de ses propres compositions. Elle revient également sur les titres de ses albums personnels et explique s'être inspirée des premières syllabes de l'ancien syllabaire japonais.
En 2025, elle co-écrit un titre avec le groupe français Starrysky, qu'ils chantent ensemble sur scène sur lors de la Japan expo de cette même année.

## Discographie

### Chansons dans des animes
- « βios », dans Guilty Crown[10]
- « βios - Delta », dans Guilty Crown[11]
- « Before My Body Is Dry », dans Kill la Kill[12]
- « Through My Blood », dans Kabaneri de la forteresse de fer[10]
- "Attack on Titan", dans L'Attaque des Titans[11]
- « Yamanai Ame », dans L'Attaque des Titans – Partie 1 : Arc et flèches cramoisis[11]
- « Baukloetze », dans L'Attaque des Titans[11]
- « Call Me Later », dans Blue Exorcist[11]
- « Jump : Mayppai Dakishimete », dans Hand Maid May[11]
- "Ego", dans Mobile Suit Gundam Unicorn[11]
- « Breathless », dans Aldnoah. Zéro[11]
- « Thème principal de Yokoshima Chi no Shoujo », dans The Promised Neverland[11]

### Chansons dans des jeux vidéo
- « Forever today », dans Final Fantasy XI[13]
- « Your voice », dans Xenoblade Chronicles X[14]
- « Uncontrollable », dans Xenoblade Chronicles X[15]
- "Houkai Sekai no Utahime (Honkai World Diva)", dans Honkai Impact 3[16]

### Albums personnels
- Mika, 2014
- Mika Type い, 2016
- Mika Type ろ, 2018
- Mika Type は, 2019
- Mika Type SAN, 2024

### Collaborations
- "The Last Song", avec Starrysky[17]